# Hilary Williams
Hilary Williams (Cullman, 26 februari 1979) is een Amerikaans countryzangeres. Aan het begin van haar loopbaan was ze vooral actief voor haar vader en countryzanger Hank Williams jr. Na een zwaar ongeval in 2006, kwam ze in 2010 met haar eerste solosingle. Ook bracht ze dat jaar een autobiografie uit.

## Biografie
Williams is de oudste dochter van Hank Williams jr. en zijn toenmalige vrouw Becky. Haar vader en vooral haar grootvader Hank Williams sr. hadden wereldwijd roem als countryzanger. Verder zijn ook haar zus Holly en halfbroer Hank III bekend geworden in de muziek.
Aanvankelijk was ze nog niet op eigen titel bezig, maar reisde ze samen met haar zus Holly mee met de tournees van haar vader of zong ze mee in het achtergrondkoortje van zijn band.
Toen zij en haar zus Holly op 15 maart 2006 onderweg waren naar de begrafenis van hun opa aan moederszijde, verloor ze de macht over het stuur van haar SUV op de Route 61 in Mississippi. Beiden raakten zwaargewond. Hilary zelf was er het ergst aan toe en verbleef enkele maanden in kritieke toestand op de intensive care. Na bij elkaar 23 operaties en jarenlange revalidatie vanuit een rolstoel, kan ze tegenwoordig weer staan en loopt ze met een stok.
In 2010 kwam ze met haar autobiografie, Sign of life: A story of family, tragedy, music, and healing en tevens met een single die de titel Sign of life draagt.
Ondertussen kwam er in 2007 een cd uit met de titel With & without words die ze samen met Gilberto Ramirez opnam. In 2013 bracht ze solo een EP uit met vijf nummers, waaronder haar single Sign of life. In haar muziekteksten herinnert ze niet alleen aan haar revalidatietijd, maar bezingt ze ook verhalen van haar vader en zijn vader, een stijl waarmee haar vader veel bekendheid verwierf.

## Discografie
CD
- 2007, samen met Gilberto Ramirez: With & without words

Single
- 2010, solo: Sign of life

EP
- 2013, solo: Hilary Williams

- International Standard Name Identifier: 0000 0000 8021 6362
- Library of Congress Control Number: n2010039614
- MusicBrainz: 0e0f1485-c0e5-471f-b8b9-42e27fd872d0
- Virtual International Authority File: 121556871
- WorldCat: E39PBJxWMCqf6K6qxwMPfhmTpP